# Anna Grimaldi
Anna Grimaldi MNZM (née le 12 février 1997) est une athlète handisport néo-zélandaise, spécialiste du saut en longueur et du sprint dans la catégorie T47. Elle représente la Nouvelle-Zélande aux Jeux paralympiques d'été de 2016 à Rio de Janeiro et remporte la médaille d'or en saut en longueur T47.

## Enfance et éducation
Grimaldi est née à Dunedin de Tony et Di Grimaldi, et a une sœur, Abby. Elle est née avec un avant-bras droit flétri et une main non fonctionnelle. Elle étudie au lycée de Bayfield où elle joue au netball et au basket-ball et lors de sa dernière année, est une préfète sportive,. Grimaldi fait des études secondaires de metreur à l'école Polytechnique d'Otago.

## Carrière sportive
Grimaldi commence l'athlétisme handisport après avoir assistée à une réunion de talents paralympiques en octobre 2013. Elle est d'abord réticente à l'idée de participer sans avoir eu de formation sportive officielle et de peur d’être « choquée »,. Elle est classée en T47 pour le sprint et le saut en longueur, et F46 pour les autres disciplines. Elle gagne sa première médaille en compétition internationale avec une médaille de bronze en saut en longueur T47, aux Championnats du monde d'athlétisme handisport 2015 à Doha, au Qatar. Elle établit alors un record personnel à 5,41 m. Grimaldi finit 5e du 200 m T47.
Son saut lors de l'épreuve aux Championnats du monde de 2015 est l'une des cinq meilleures performances de sa catégorie des qualifications mondiales pour les Jeux Paralympiques de Rio l'année suivante. Elle est officiellement annoncée comme membre de l'équipe paralympique néo-zélandaise le 23 mai 2016. Aux Jeux Paralympiques, elle remporte la médaille d'or en saut en longueur T47 avec un saut à 5,62 m, améliorant son record personnel de 21 cm. Elle finit également 4e du 100 m T47, et participe aux séries du 200 m T47 mais est disqualifiée pour être sortie de son couloir.
Aux Championnats du monde d'athlétisme handisport 2017, elle court les séries du 200 m avant d'annuler sa participation à la finale ainsi qu'à celle du 100 m à cause d'un douleur au pied et pour se concentrer sur le saut en longueur. Elle se classe 4e au saut en longueur, ratant la médaille d'un centimètre. La blessure de Grimaldi est causée par une fracture de stress dans l'os naviculaire gauche.
Grimaldi est nommée membre de l'Ordre du Mérite de Nouvelle-Zélande lors des nominations du Nouvel An 2017 pour ses services rendus à l'athlétisme.

## Palmarès

### Jeux paralympiques
- Jeux paralympiques d'été de 2024 à Paris (🇨🇵 France) :
  -  médaille d'or en 200m T47
  - 🥉médaille de bronze 100m T47

- Jeux paralympiques d'été de 2016 à Rio de Janeiro ( Brésil) :
  -  médaille d'or en saut en longueur T47
  - 5e en 200 m T47

### Championnats du monde
- Championnats du monde d'athlétisme handisport 2015 à Doha ( Qatar) :
  -  médaille de bronze en saut en longueur T47
  - 4e en 100 m T47
- Championnats du monde d'athlétisme handisport 2017 à Londres ( Royaume-Uni) :
  - 4e en saut en longueur T47

## Records

### Records personnels
|                        | Résultat (vent)    | Date             | Lieu                       | Notes  |
| ---------------------- | ------------------ | ---------------- | -------------------------- | ------ |
| Saut en longueur (T47) | 5,76 m (+0.6 m/s)  | 3 septembre 2021 | Tokyo, Japon               | NR, PR |
| 100 m (T47)            | 12 s 86 (+1.3 m/s) | 17 juin 2017     | Townsville, Australie      | NR     |
| 200 m (T47)            | 26 s73 (+0.8 m/s)  | 27 octobre 2015  | Doha, Qatar                | NR     |
| 400 m (T47)            | 1 min 04 s 26      | 8 février 2015   | Hamilton, Nouvelle-Zélande | NR     |

### Records par saison en saut en longueur
| Année | Performance | Evènement                                     | Lieu                       | Date        |
| ----- | ----------- | --------------------------------------------- | -------------------------- | ----------- |
| 2014  | 5,00 m      |                                               | Dunedin, Nouvelle-Zélande  | 20 décembre |
| 2015  | 5,41 m      | Championnats du Monde d'athlétisme handisport | Doha, Qatar                | 23 octobre  |
| 2016  | 5,62 m      | Jeux Paralympiques D'Été                      | Rio de Janeiro, Brésil     | 8 septembre |
| 2017  | 5,58 m      | Championnats de Nouvelle-Zélande              | Hamilton, Nouvelle-Zélande | 18 mars     |